# Afrotyphlops gierrai
Afrotyphlops gierrai — вид змій родини сліпунів (Typhlopidae). Ендемік Танзанії.

## Поширення і екологія
Afrotyphlops gierrai мешкають в горах Усамбара, Улугуру і Нгуру, що є частиною Східної гірської дуги. Вони живуть в гірських тропічних лісах, на висоті від 600 до 1042 м над рівнем моря.

## Збереження
МСОП класифікує цей вид як вразливий. Afrotyphlops gierrai загрожує знищення природного середовища.